# Краснов, Анатолий Андреевич
Анатолий Андреевич Краснов (18 июня 1906 года, Пенза, Российская Империя — 19 августа 1967 года, Ташкент, СССР) — советский военачальник, гвардии генерал-майор (1942). Герой Советского Союза (21.03.1940).

## Довоенная биография
Анатолий Андреевич Краснов родился 18 июня 1906 года в Пензе в семье рабочего-железнодорожника. В 1918 году окончил Пензенское начальное училище, в 1925 году — Рузаевскую сельскохозяйственную школу, а в 1928 году Пензенский сельскохозяйственный техникум, работавший тогда в селе Завиваловка Чембарского уезда.
В сентябре 1928 года был призван Пензенским городским военкоматом в ряды Красной Армии. Служил в 102-м стрелковом полку 34-й стрелковой дивизии Приволжского военного округа, в котором окончил одногодичные командные курсы по программе командира взвода. В сентябре 1929 года уволен в запас. С 1929 по 1936 года работал агрономом, затем старшим агрономом в Бугурусланском районе Средневолжского края и Оренбургской области.
В марте 1936 года повторно был призван в РККА Бугурусланским райвоенкоматом Оренбургской области. Направлен для прохождения службы в 210-й стрелковый полк 70-й стрелковой дивизии Ленинградского военного округа, где служил командиром взвода, с мая 1937 — начальником штаба батальона, с августа 1938 — адъютантом старшим батальона. В 1939 году окончил заочно Высшие стрелково-тактические курсы усовершенствования комсостава пехоты «Выстрел».

## Советско-финская война
Принимал участие в боях советско-финской войны. На фронте исполнял должность командира батальона в своём полку. В боях отличался отвагой, был контужен в бою 26 декабря 1939 года и ранен в бою 6 марта 1940 года.
Батальон 68-го стрелкового полка (70-я стрелковая дивизия, 7-я армия, Северо-Западный фронт) под командованием лейтенанта Краснова 27 февраля 1940 года под огнём противника преодолел полтора километра по льду Финского залива и ледяной вал, затем при помощи артиллерийского огня очистил от противника остров Ханнуккалан-Саари и с ходу занял посёлок Ханнуккала.
Подробно описал этот бой сам А. А. Краснов:

«В 8 часов 27 февраля началась артподготовка. Через 30 минут последовал перенос огня. Первая рота лейтенанта Чистякова пошла в наступление. Стремительнай бросок — и взвод лейтенанта Подлипаева уже на берегу острова дерется за первые два домика. Вскоре в бой втягивается вся рота. Следом за первой делает бросок вторая рота лейтенанта Кузнецова. Противник упорно сопротивляется, ведет сильный минометный и артиллерийский огонь по льду Финского залива, не давая выступить 3-й роте.
Бой в разгаре. Темнеет. Под прикрытием темноты решаю перебросать 3-ю роту, поставив ей задачу — перевалить через железнодорожную насыпь и, действуя из-за левого фланга 1-й роты, овладеть поселком.

Бой длился всю ночь напролет и к рассвету особенно усилился. Белофинны, используя всякое укрытие, упорно защищали поселок. Борьба шла за каждый дом, за каждый сарай. Противник дрогнул под ударами наших бойцов, неся огромные потери, стал откатываться к станции Монола. Он потерял до 350 солдат и офицеров. Нами взяты трофеи: шесть станковых пулеметов, три орудия, 35 тысяч патронов».— Капитан А. Краснов. Штурм острова  Ханнуккалан-Саари // Бои в Финляндии: Воспоминания участников. Ч. 2. — М.: Воениздат, 1941. — С. 328—329.
Указом Президиума Верховного Совета СССР от 21 марта 1940 года за образцовое выполнение боевых заданий командования на фронте борьбы с финской белогвардейщиной и проявленные при этом отвагу и геройство лейтенанту Анатолию Андреевичу Краснову присвоено звание Героя Советского Союза с вручением ордена Ленина и медали «Золотая Звезда» (№ 297).
После подписания перемирия с Финляндией продолжил службу в 70-й стрелковой дивизии, только в августе 1940 года был переведён командиром батальона в 68-й стрелковый полк этой дивизии, а в январе 1941 года стал заместителем командира этого полка. В 1940 году вступил в ряды ВКП(б).

## Великая Отечественная война
На фронте с июня 1941 года. В первые же дни войны, в июне 1941 года, стал командиром своего 68-го стрелкового полка 70-й стрелковой дивизии в составе 50-го стрелкового корпуса 23-й армии на Карельском перешейке. В начале июля с дивизией прибыл в состав Лужской оперативной группы Северного фронта. Уже 9 июля дивизия переброшена в район Порхова, где была передана в состав 11-й армии Северо-Западного фронта. Участвовал в контрударе под Сольцами. В августе дивизия опять передана в состав Новгородской армейской оперативной группы и 48-й армии Ленинградского фронта, там Краснов отличился при обороне Лужского рубежа в ходе Ленинградской оборонительной операции. Дважды ранен.
С 29 сентября 1941 года временно исполнял должность командира 10-й стрелковой дивизии, а с 13 октября 1941 по 2 марта 1942 года — командира 3-й гвардейской стрелковой дивизии на Ленинградском фронте, участвуя в обороне Ленинграда.
8 апреля 1942 года полковник А. А. Краснов был назначен исполнять должность должность командира своей «родной» 70-й стрелковой дивизии Невской оперативной группы Ленинградского фронта (утверждён в должности несколько позднее, 26 августа 1942 года). В сентябре 1942 года дивизия участвовала в тяжелейших сражениях второй Синявинской операции, под прикрытием дымовых завес форсировала Неву в районе Невской Дубровки, таким образом вновь создав плацдарм «Невский пятачок». Эта очередная попытка прорвать блокаду Ленинграда окончилась неудачей, и сама дивизия понесла в ней большие потери, но в боях на плацдарме её бойцами был проявлен настолько массовый героизм, что 16 октября 1942 года приказом народного комиссара обороны СССР дивизия получила гвардейское наименование и переименована в 45-ю гвардейскую стрелковую дивизию. Дивизия стала первой гвардейской дивизией на всём Ленинградском фронте. 27 ноября 1942 года гвардии полковнику Краснову присвоено воинское звание «генерал-майор».
В январе 1943 года в составе 67-й армии Ленинградского фронта она участвовала в операции «Искра», а в начале февраля 1943 года дивизия в состав 55-й армии — в Красноборской операции, но в обеих операциях понесла большие потери при прорывах сильно укрепленных рубежей немецкой обороны, а поставленных задач не выполнила. В результате гвардии генерал-майор Краснов командовал 45-й гвардейской стрелковой дивизией до 13 февраля 1943 года, затем был отстранён от должности и направлен на учёбу, в 1944 году окончил ускоренный курс Высшей военной академии имени К. Е. Ворошилова.
С 5 мая 1944 года и до Победы командовал 172-й стрелковой дивизией (102-й стрелковый корпус, 13-я армия, 1-й Украинский фронт), был заместителем командира корпуса. Краснов участвовал в Львовско-Сандомирской наступательной операции, в сражениях за Сандомирский плацдарм, в Висло-Одерской, Нижне-Силезской, Берлинской и Пражской наступательных операциях. Особо отличился при освобождении городов Перемышль, Кельце, Дребкау, Даме. За отличные действия под его командованием дивизия награждена орденом Суворова 2-й степени.

## Послевоенная карьера
После Победы до сентября 1946 года командовал той же дивизией. В связи с сокращением Вооружённых сил СССР с сентября 1946 года был заместителем командира 188-й стрелковой дивизии, а с июня 1946 года командовал 48-й стрелковой дивизией в Одесском военном округе. С августа 1948 — заместитель командира 59-й гвардейской стрелковой дивизии. С ноября 1950 по сентябрь 1952 — командир 16-й отдельной стрелковой бригады. В 1953 году Краснов окончил курсы усовершенствования командиров стрелковых дивизий при Военной академии имени М. В. Фрунзе.
С декабря 1953 года — командир 376-й горнострелковой дивизии, которая в июне 1955 была преобразована в 71-ю горнострелковую дивизию. С декабря 1957 — заместитель командира 17-го армейского корпуса. В мае 1961 года был назначен на должность помощника командующего Туркестанского военного округа по гражданской обороне — начальником отдела гражданской обороны штаба округа. В 1962 году заочно окончил Самаркандский сельскохозяйственный институт. С октября 1964 года продолжил службу в системе Гражданской обороны СССР.
Член ЦК Компартии Киргизии (с 1955 г.).
Анатолий Андреевич Краснов умер 19 августа 1967 года. Похоронен в Ташкенте на Коммунистическом кладбище.

## Воинские звания
- Лейтенант (26.11.1936)
- Старший лейтенант (1940)
- Капитан (1940 или начало 1941)
- Майор (22.08.1941)
- Подполковник (1941)
- Полковник (3.11.1941)
- Генерал-майор (27.11.1942)

## Награды
- Медаль «Золотая Звезда» Героя Советского Союза (21.03.1940);
- орден Ленина (21.03.1940);
- четыре ордена Красного Знамени (6.02.1942, 10.02.1943, 29.07.1944, …);
- орден Суворова 2-й степени (6.04.1945);
- орден Кутузова 2-й степени (29.05.1945);
- орден Красной Звезды;
- медаль «За боевые заслуги» (3.11.1944);
- медаль «За оборону Ленинграда»
- медаль «За взятие Берлина»
- медаль «За освобождение Праги»
- другие медали СССР.

## Память
В Пензе в честь героя названа улица, а также по адресу ул. Бакунина, 48, где прошли детские и юношеские годы Краснова, установлена мемориальная доска.
В честь А. А. Краснова названа одна из улиц посёлка Пески Всеволожского района Ленинградской области (улица Генерала Краснова).